# Onandi Lowe
Onandi Lowe, né le 2 décembre 1974 à Kingston, est un footballeur jamaïcain qui évoluait au poste d'attaquant.

## Carrière internationale
Onandi Lowe a fait partie de l'équipe jamaïcaine présente au Mondial 1998 qui se déroulait en France.
Il a offert la victoire aux Jamaïcains en demi-finale de la Coupe caribéenne des Nations face à Antigua-et-Barbuda grâce à un but en or marqué à la 110e minute lors de la prolongation alors que l'on se dirigeait vers la séance de tirs au but.
Ce but offre à la Jamaïque une qualification en finale, qui sera elle aussi remportée.

## Palmarès
- Vainqueur de la Coupe caribéenne des nations (1998)
- Champion de A League (2000) (Rochester Rhinos)
- Champion d'Angleterre de 4e division (2003) (Rushden & Diamonds)
- Vainqueur de la Coupe de Jamaïque (2007) (Portmore United)